# Luziferianismus
Dieser Artikel wurde in der Qualitätssicherung Religion eingetragen. Hilf mit, die inhaltlichen Mängel dieses Artikels zu beseitigen, und beteilige dich an der Diskussion.

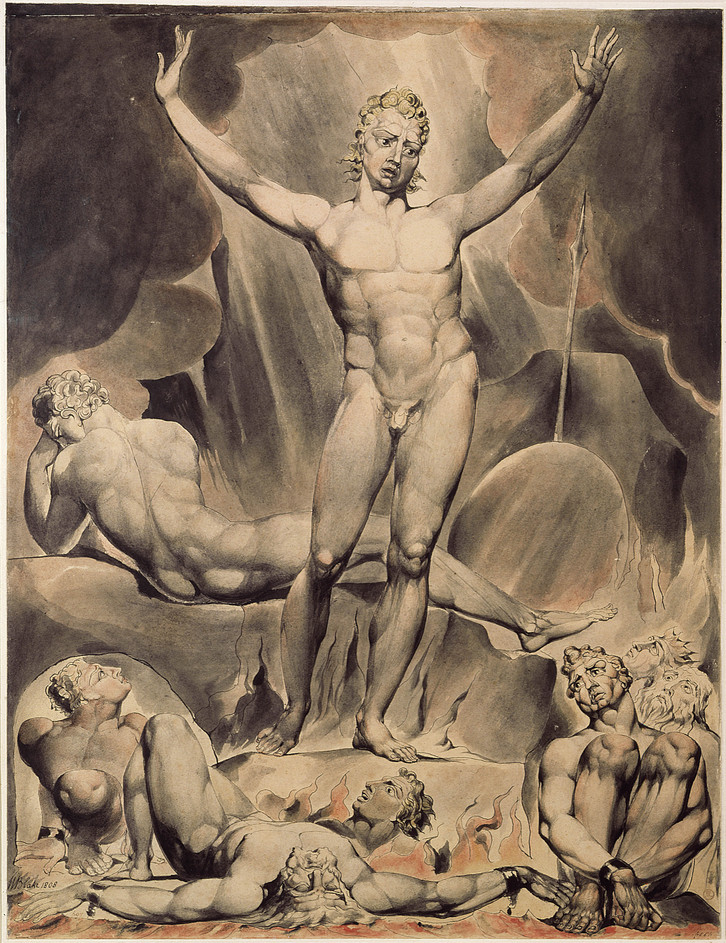
William Blakes Illustration von Luzifer in John Miltons Paradise Lost

Luziferianismus ist eine religiöse Bewegung bzw. Weltanschauung. Sie wird zumeist als Strömung des Satanismus wahrgenommen und zählt somit zum Pfad zur linken Hand. Im Gegensatz zu anderen satanistischen Strömungen wird Luzifer hier jedoch als etwas Positives gesehen, als eine Lichtgestalt, die den Menschen Wissen und Freiheit brachte und gegen einen als negativ angesehenen Schöpfergott rebellierte. Luzifer bedeutet, wörtlich übersetzt, „Lichtträger“. Teilweise wird Luzifer als (wahrer, vorchristlicher) Gott (z. B. Ashtar), teilweise hingegen lediglich als Symbol gesehen. Der Luziferianismus erscheint in den Werken einiger Autoren, wie z. B. bei Victor Hugo. Luziferianismus war zudem eine Bezeichnung von Gregor IX. für Häretiker und Ketzer.

## Glaubensvorstellungen
Der Luziferianismus kennt keine religiösen Dogmen oder heilige Schriften. Anhänger dieser Bewegung versuchen durch das Studium von Okkultismus, Thelema, Kabbalah und Gnosis Wissen zu erlangen. Zentral für diese Glaubensrichtung ist das Ablehnen von Dogmen und Religion sowie die Verneinung des dualistischen Prinzips von Gut und Böse. Die generelle Ablehnung von religiösen Dogmen kann mit einer Art Säkularisierung verglichen werden. Des Weiteren propagiert der Luziferianismus eine absolut egalitäre Welt, in der es keine Herrschaft von Autoritäten gibt und befürwortet damit bis zu einem gewissen Grad den Anarchismus. Der Glaube an Himmel und Hölle wird zumeist ebenfalls abgelehnt.

## Theistischer Luziferianismus
Im theistischen Luziferianismus wird Luzifer als Gottheit verehrt, im Gegensatz zum christlichen Schöpfergott allerdings nicht als Autorität, sondern als Freund und Retter. Der theistische Luziferianismus zählt somit zu den religiösen Bewegungen. Eine derartige Gemeinschaft ist die Neo-Luciferian Church, welche von Bjarne Pedersen und Michael Paul Bertiaux 2005 gegründet wurde. Sie hat Mitglieder u. a. in Schweden und Dänemark.

## Arkadischer Luziferianismus
Er wird auch atheistischer Luziferianismus genannt, hier wird Luzifer als Symbol gesehen und nicht als Gott verehrt. Arkadischer Luziferianismus ist eine Mischung aus säkularem Humanismus und Neopaganismus. Auch wenn Anhänger dieser Strömung okkulte und magische Rituale begehen und neopagane Feste feiern, werden all diese Handlungen lediglich als symbolisch aufgefasst.

## Unterschiede zum Satanismus
Wenngleich der Luziferianismus als satanistische Strömung gilt, unterscheidet er sich doch in einigen Punkten vom Satanismus. Während im Satanismus der Mensch eher als Tier wahrgenommen wird und ein eher elitäres Weltbild verfolgt wird, wird im Luziferianismus hingegen ein egalitäres Weltbild vertreten und der Mensch als Wesen gesehen, das mit spiritueller Arbeit höhere Stufen des Wissens erlangen kann. Satan wird im Satanismus zudem als das Böse bzw. Tier gesehen, während im Luziferianismus Satan als der gefallene Engel und Lichtbringer Luzifer gesehen wird und ihm somit weit mehr positive Eigenschaften zugeschrieben werden.